# Herb Drobina
Herb Drobina – jeden z symboli miasta Drobin i gminy Drobin w postaci herbu. Herb jest używany od XV wieku.

## Wygląd i symbolika
Herb przedstawia na czerwonej tarczy herbowej białą basztę wybudowaną z kamienia, posiadającą jedno okienko strzelnicze. Baszta nakryta jest stożkowatym dachem barwy czarnej. 